# Yukio Endō
Yukio Endō (japonès: 遠藤幸雄)  (Akita, 18 de gener de 1937 - Tòquio, 25 de març de 2009) fou un gimnasta artístic japonès, guanyador de set medalles olímpiques. Va morir a conseqüència d'un càncer d'esòfag.

## Carrera esportiva
Va participar, als 23 anys, en els Jocs Olímpics d'Estiu de 1960 realitzats a Roma (Itàlia), on va aconseguir guanyar la medalla d'or en la prova per equips. A nivell individual finalitzà quart en la prova de barra fixa i cinquè en la prova individual general i en la prova salt sobre cavall com a resultats més destacats i pels quals guanyà sengles diplomes olímpics.
En els Jocs Olímpics d'Estiu de 1964 realitzats a Tòquio (Japó) aconseguí guanyar quatre medalles olímpiques, tres medalles d'or en les proves individual, per equips i barres paral·leles, així com una medalla de plata en la prova d'exercici de terra. Destacà, així mateix, en les proves de barra fixa, on finalitzà cinquè, i en les proves de salt sobre cavall i anelles, on finalitzà sisè.
En els Jocs Olímpics d'Estiu de 1968 celebrats a Ciutat de Mèxic (Mèxic) aconseguí dues noves medalles, la seva tercera medalla d'or en la prova per equips i la medalla de plata en la prova de salt sobre cavall. En aquests Jocs finalitzà sisè en la prova de barra fixa i vuitè en la prova individual general com a resultats més destacats. Va ser el abanderat japonès en aquests Jocs.
Campió quatre vegades del campionat nacional del seu país en categoria individual, al llarg de la seva carrera guanyà deu medalles en el Campionat del Món de gimnàstica artística, entre elles tres medalles d'or.
El 1999 fou incorporat a l' International Gymnastics Hall of Fame.